# Cafetería de perros
Una cafetería de perros es un tipo  de establecimiento empresarial donde los  clientes  acostumbran pagar pasar tiempo con perros domesticados  ya sea por propósitos de diversión o relajación. Tales cafeterías también pueden proporcionar otros servicios como consumo de alimentos y bebidas.

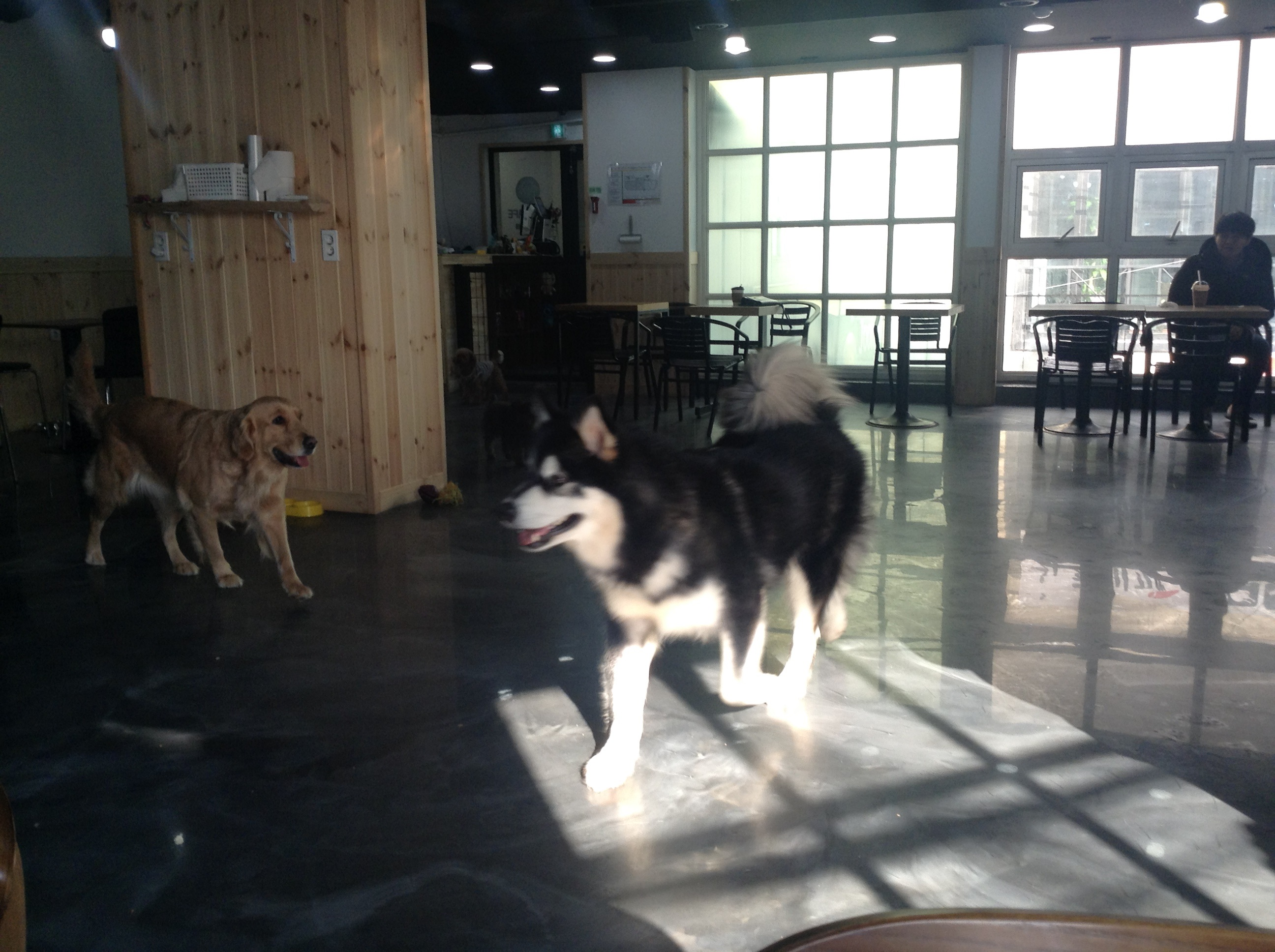
Una cafetería de perro en Corea

Las cafeterías de perros pueden ser encontradas en muchos países,  en lugares como Nueva York, California, y Vietnam. En algunas cafeterías de perros, los perros son propiedad de los negocios, mientras que en otros, los propietarios traen a sus propios perros.